# Paruline verdâtre
Leiothlypis celata
Espèce
Statut de conservation UICN

 LC  : Préoccupation mineure
La Paruline verdâtre (Leiothlypis celata, anciennement Oreothlypis celata) est une espèce de passereaux de la famille des Parulidae.

## Description
Comme son nom l'indique, la Paruline verdâtre est terne. Elle se distingue de la Paruline obscure par la couleur des tectrices sous-caudales. Celles-ci sont jaune verdâtre chez la Paruline verdâtre mais blanches chez la Paruline obscure. La Paruline verdâtre possède également une couronne orange sur la tête qui est généralement cachée. La Paruline verdâtre mesure environ 12,5 centimètres et pèse 9 grammes.

## Répartition

zone de nidification
zone de nidification et d'hivernage
zone d'hivernage

Aux États-Unis, cette paruline niche du centre de l'Alaska jusqu'en Californie. Au Canada, on la retrouve du Yukon au Labrador. La Paruline verdâtre hiverne du sud des États-Unis jusqu'au sud du Guatemala.

## Habitat et comportements
Cette paruline fréquente surtout les boisés de feuillus avec une strate arbustive bien développée. Elle se retrouve également dans les secteurs en régénération des brûlés et dans les boisés mixtes.
Le nid est généralement posé sur le sol ou dans un buisson, à quelques centimètres du sol. Le nid est composé d'herbes, de feuilles mortes, de morceaux d'écorce et de mousses. L'intérieur est recouvert de plumes et de poils. La femelle pond généralement 4 ou 5 œufs (3-6) qu'elle incube environ 13 jours. Les jeunes restent de 8 à 10 jours au nid avant l'envol.
Cette paruline se nourrit surtout d'invertébrés, mais elle peut boire à l'occasion la sève qui s'écoule des trous de pics. Elle fréquente quelquefois les abreuvoirs à colibris et perce parfois la base des fleurs pour récolter le nectar. Les individus qui hivernent aux États-Unis peuvent se retrouver aux postes d'alimentation qui offrent du suif et du beurre d'arachide.

## Sous-espèces
D'après Alan P. Peterson, il existe quatre sous-espèces :
- Leiothlypis celata celata ;
- Leiothlypis celata lutescens ;
- Leiothlypis celata orestera ;
- Leiothlypis celata sordida.

## Galerie

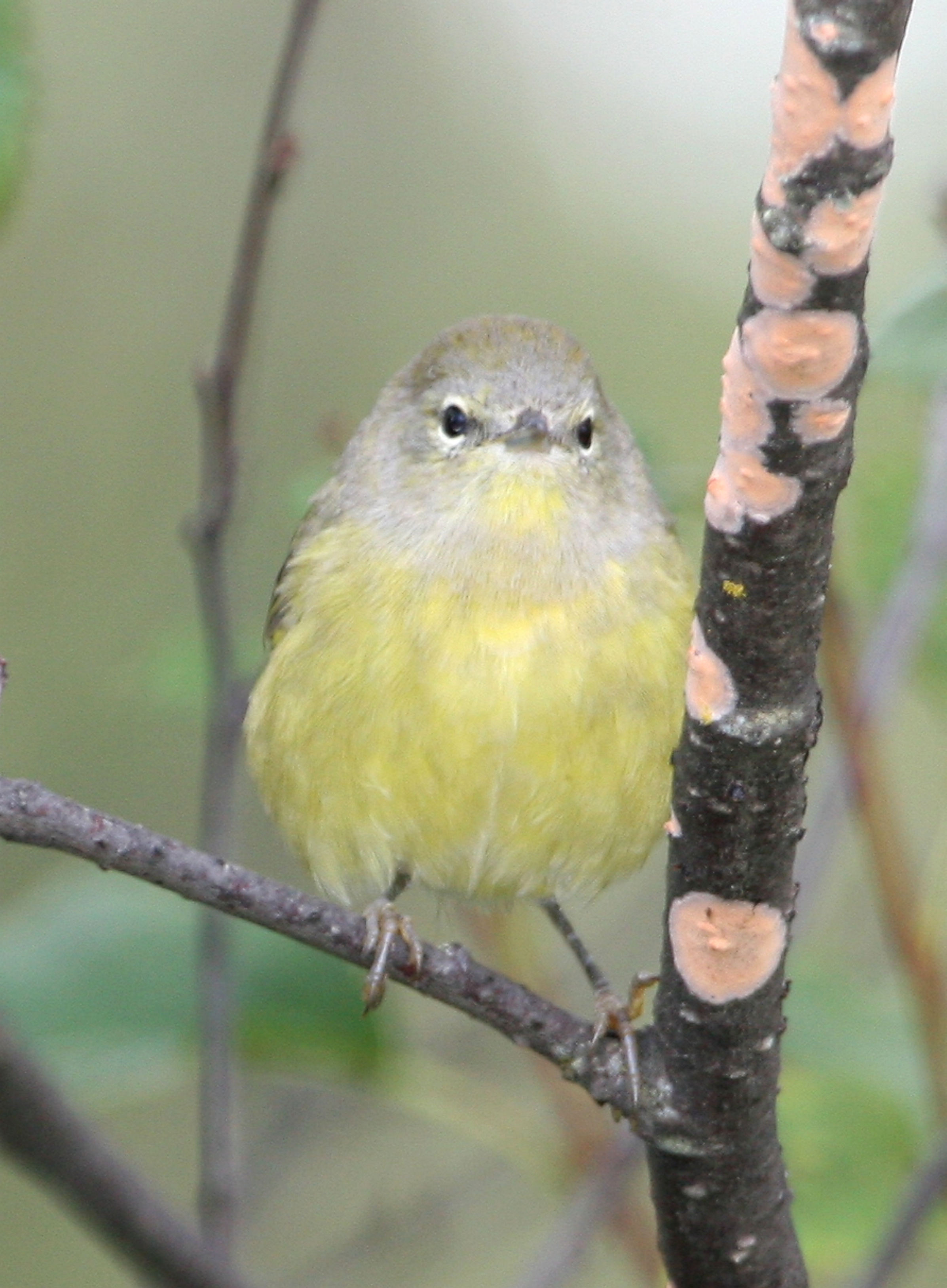
Leiothlypis celata celata
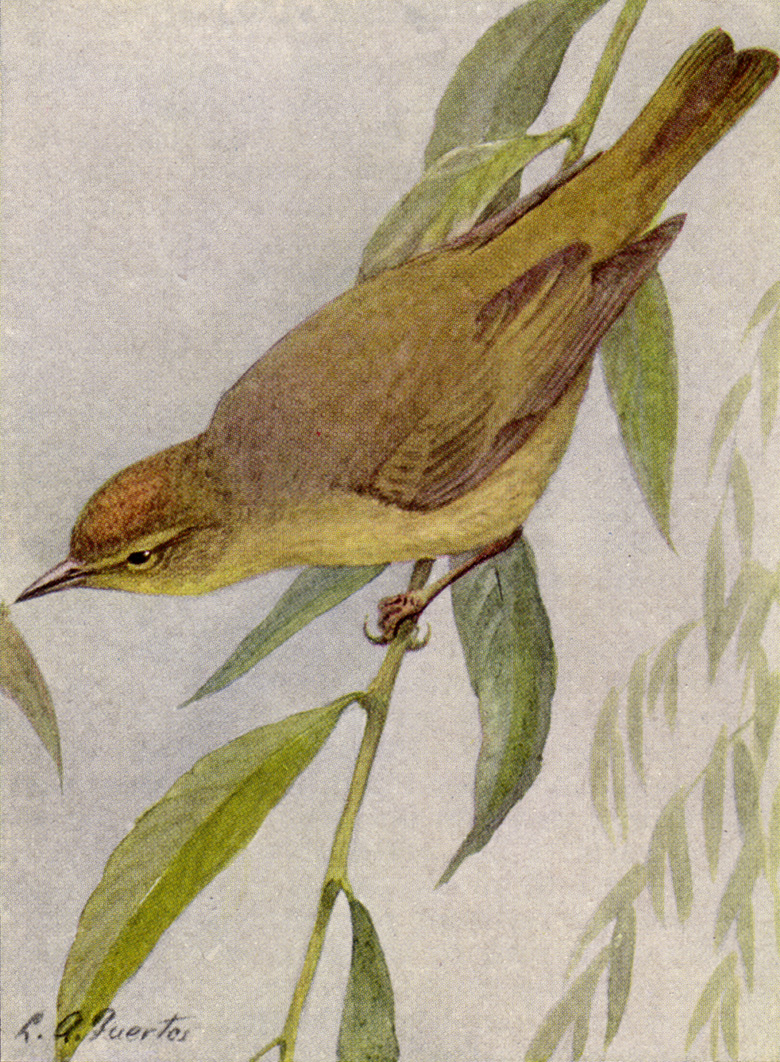